# TVR Griffith
Der TVR Griffith (Später auch: Griffith 500) ist ein von 1991 bis 2002 gebauter Sportwagen von TVR. Die Modellbezeichnung knüpft an den Griffith 200 bzw. 400 an, der in den 1960er-Jahren vor allem in den USA erfolgreich gewesen war. Auch der neue Griffith ist ein leichter (1048 kg) Zweisitzer mit V8-Motor. Die Karosserie besteht aus glasfaserverstärktem Kunststoff.

## Modellbeschreibung
Anfangs hatte der Griffith einen 4,0 Liter großen V8 von Rover, der 179 kW (243 PS) leistete. 1992 wurde der Hubraum auf 4,3 Liter vergrößert und die Leistung auf 209 kW (284 PS) erhöht. Ab 1993 gab es statt des Rover-Motors einen selbstentwickelten 5,0-Liter-V8 mit 254 kW (345 PS), auch wenn der neue Motor weiterhin auf dem Rover-Motor basierte. Vom Griffith 500 wurden im Jahr 1993 49 Fahrzeuge hergestellt.
Alle Modelle hatten ein Fünfganggetriebe.
Trotz der technischen Ähnlichkeiten zum TVR Chimaera erreicht der Griffith wegen der geringeren Stückzahlen höhere Preise auf dem Gebrauchtwagenmarkt.
Im Jahre 2000 gab TVR das Ende des Griffith bekannt und baute eine auf 100 Fahrzeuge limitierte Special-Edition (SE). Sein Nachfolger wurde der Tamora.
| Modell       | Hubraum  | Zylinder | Leistung                     | Drehmoment          |
| ------------ | -------- | -------- | ---------------------------- | ------------------- |
| Griffith 4.0 | 3948 cm³ | V8       | 179 kW (243 PS) bei 5250/min | 366 Nm bei 4000/min |
| Griffith 4.3 | 4280 cm³ | V8       | 209 kW (284 PS) bei 5500/min | 414 Nm bei 4000/min |
| Griffith 500 | 4997 cm³ | V8       | 254 kW (345 PS) bei 5500/min | 475 Nm bei 4000/min |